# Kamil Maruszczyk
Kamil Maruszczyk (ur. 13 stycznia 1993) – polski siatkarz, grający na pozycji przyjmującego.

## Sukcesy klubowe

### młodzieżowe
Mistrzostwa Polski Młodzików:
- 2008

Mistrzostwa Polski Kadetów:
- 2010

Mistrzostwa Polski Juniorów:
- 2012

Akademickie Mistrzostwa Polski:
- 2013, 2017

## Nagrody indywidualne
- 2012: Najlepszy przyjmujący Mistrzostw Polski Juniorów